# Мартынец, Николай Игнатьевич
Николай Игнатьевич Мартынец (укр. Микола Гнатович Мартинець; род. 8 декабря 1933 года, село Вербиж, Польша) — прикрепляльщик деталей низа обуви Львовского производственного объединения обувных предприятий «Прогресс» Министерства лёгкой промышленности Украинской ССР. Герой Социалистического Труда (1974).

## Биография
Родился в 1933 году в многодетной крестьянской семье в селе Вербиж. В 1949 году окончил семилетку в родном селе. С 1949 года — разнорабочий, прикрепляльщик деталей низа обуви, старший мастер, бригадир цеха № 6 Львовского производственного объединения обувных предприятий «Прогресс». Проходил срочную службу в Советской Армии.
16 января 1974 года «закрытым» Указом Президиума Верховного Совета СССР удостоен звания Героя Социалистического Труда «за выдающиеся успехи в выполнении и перевыполнении планов 1973 года и принятых социалистических обязательств» с вручением ордена Ленина и золотой медали «Серп и Молот».
В 1975 году окончил заочное отделение Одесского техникума лёгкой промышленности.
После выхода на пенсию проживал во Львове.